# Еспенсен, Пер
Пер Матьяс Есперсен (норв. Per Mathias Jespersen; 29 марта 1888, Шиен — 13 июля 1964, Осло) — норвежский гимнаст, серебряный призёр летних Олимпийских игр 1908.
На Играх 1908 в Лондоне Есперсен участвовал в командном первенстве, в котором его сборная заняла второе место. Он также соревновался в индивидуальном соревновании, но его точное место и результат неизвестны.
За два года до этого, он вместе со своей сборной победил на неофициальных Олимпийских играх 1906 в Афинах, однако полученные на соревнованиях награды не признаются Международным олимпийским комитетом, так как Игры прошли без его согласия.